# Baby boom

En vermell, la taxa de naixements al Canadà. S'hi pot observar l'augment d'aquesta als anys 50 i 60.

En vermell, la taxa de naixements a Espanya. S'hi pot observar que comença a davallar a partir de 1975. Als anys 2000 se n'hi aprecia una lleu remuntada a causa dels naixements de la població immigrant.

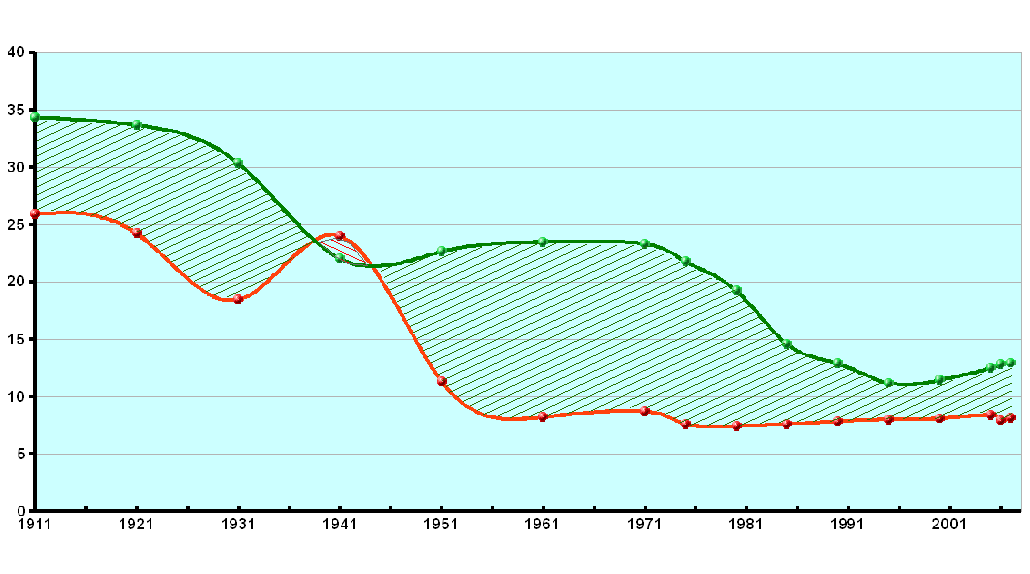
En aquesta gràfica de la província de Sevilla (Espanya), els naixements estan indicats en color verd. Com el rang d'anys és major, s'hi observa millor el "pic", bastant ample i arrodonit, de naixements. Com a la molts altres països del primer món, amb l'excepció del baby boom, la tendència general és una davallada progressiva de naixements. Es pot comparar també amb la taxa de mortalitat, indicada en color vermell.

En vermell, la taxa de naixements a Polònia, per mostrar un altre exemple de baby boom, en aquest cas als anys 70 i 80

El baby boom, als territoris de llengua catalana, és com es coneix un pic de natalitat d'aquest país a la història contemporània, a Espanya durant els anys 60 i principis dels 70. La delimitació formal d'aquest període és una convenció, que pot considerar-se arbitrària. A Espanya s'accepta que va des de l'any 1958 fins al 1977. Per extensió s'anomena generació del baby-boom als individus nascuts durant aquests anys. Coincideix a Espanya amb l'anomenada "generació X", per l'època en què han nascut.
És una expressió en anglès que literalment significa "explosió de naixements" va sorgir per definir el període amb un extraordinari nombre de naixements ocorregut després de la Segona Guerra Mundial a països del món occidental implicats en aquesta guerra, com els Estats Units, Canadà, Austràlia o Noruega. Altres països europeus, com Àustria, Suècia i França el van tenir també, però de manera menys concentrada i amb menys intensitat. Per exemple, en aquest darrer país va durar fins als anys 60. A Espanya, el baby-boom no va ser tan pronunciat com en altres països i va ocórrer més tard.
A Espanya, els naixements van ser també molt nombrosos, de manera progressiva, als anys anteriors al baby-boom, de manera que no va haver una transició abrupta. Als anys del baby-boom, cada any naixien més de 650.000 persones, sumant un total de prop de catorze milions en tot el període. És a dir, que en aquests prop de vint anys van néixer més del doble de persones que als vint anys anteriors i més del quàdruple dels vint anys posteriors (la generació dels "mil·lennials" o "generació Y"). Amb l'arribada de la democràcia, va haver una caiguda abrupta de la natalitat.

## Impacte a l'economia
Aquesta massa de gent d'una mateixa generació és i notablement ha estat una diana interessant econòmicament. Per exemple, als anys 80 i 90 en productes i serveis de culte a la joventut, i també, en aquesta època, les necessitats d'habitatge.

## Impacte en la història i la cultura
A Catalunya i Espanya, el baby-boom té un fort impacte a l'anomenada "transcició" de la dictadura franquista a la democràcia. Es aquesta època, es va crear una determinada societat i joventut, influenciades una amb l'altra. La societat espanyola no havia viscut els fenòmens hippy i del maig del 68, per exemple, o ho havia fet de manera minoritària, sent moviments considerats "indesitjables" a la moral franquista. Però cap a l'any 1985, més la meitat de la població era menor de trenta anys i els joves van passar a ser la majoria, de manera que qualsevol cosa que impliqués a adolescents a finals dels anys 70 o principis dels 80 seria sempre majoritària.
Entre 1961 i 1968, set anys, doncs, la població en edat d'estudiar batxillerat es va més que duplicar, passant de mig milió de persones a un milió dos-centes mil. El ministeri d'educació no ho havia previst i, en part per això i en part també per la influència dels nous moviments a altres països, van proliferar les escoles alternatives, aprofitant les escletxes de la dictadura. Amb aquestes arribaven també noves iniciatives polítiques i civicosocials amb la idea de sentar les bases d'una transformació educativa al país, implicant tant l'escola formal com la no formal, la pública i la privada, i incloent moviments com l'escoltisme. Per exemple, en 1965 es va fundar l'Associació de Mestres Rosa Sensat per aplegar i promoure les experiències innovadores en aquest camp.
Una de les contribucions fetes per la generació del baby-boom sembla l'expansió de la llibertat individual; "sovint s'associen amb el moviment pels drets civils, la causa feminista a la dècada de 1970, els drets dels homosexuals, els discapacitats, així com el dret a la intimitat.